# Мала Савранка
Савра́нка (або Мала Савранка, Гнила Савранка, Горошок) — річка в Україні, в межах Тульчинського і Гайсинського районів Вінницької області та Подільського району Одеської області. Права притока Саврані (басейн Чорного моря).

## Опис
Довжина 46 км. Долина у верхів'ях V-подібна, нижче за течією трапецієподібна. Заплава місцями заболочена. Річище слабозвивисте. Використовується на технічні потреби, водопостачання, зрошення, рибництво.

## Розташування
Мала Савранка бере початок біля села Рибки. Тече спершу на південний схід, далі — переважно на схід, у пригирловій частині — на північний схід. Впадає до Саврані біля східної околиці села Демівки. 
Протікає через села: Рибки, Пиріжна, Івашків, Попова Гребля, Стратіївка, Любомирка, Демівка.

## Цікаві факти
- Від околиць села Івашкова до центру села Попова Гребля тягнеться один з найбільших ставків в Україні (довжина близько 4 км, ширина до 1 км).
- Річка практично в кожному з сіл, через які протікає, має свою, оригінальну назву. Зокрема, в Демівці її називають Горошок[1] , у Поповій Греблі — Савранкою, інколи із прикметником «Гнила», в Пиріжній іноді (помилково) — Бритавкою[2] . Також цікавим фактом є наявність в Чечельницькому районі села Бритавка, яке розташоване приблизно рівновіддалено між обома річками Савранками[3] — власне Савранкою або Савранню та однією з її найбільших приток «Бритавкою», яку частіше (і правильніше) називають Савранкою — інколи Гнилою або Малою.
- Савранка-річка отримала назву випадково (помилково).
 Однією із перших згадок можна вважати карту (сер. XVII ст.) Гійом ле Вассера де Боплана. На ній (див.) де Боплан зазначив р. Саврань та її притоку Саражинку, замість села Стратіївка (позначка з церквою) зазначена річка Саврань (Савранка) — тобто правий (коротший) рукав позначений як основне русло Саврані (Савранки). Мабуть з тих пір пізніші автори (картографи) лівий рукав (з Чечельника, Ольгополя → до Демівки) почали називати Савранкою-Чечельницькою. А власне цю річку (правий рукав-притоку) назвали Мала Савранка (Гнила Савранка) — після визначення основного русла, який є дійсно Савранню (Савранкою).

## Притоки
Бритавка — ліва притока у Гайсинському районі Вінницької області.

Стратіївочка — ліва притока у Гайсинському районі Вінницької області. Довжина річки 10 км. Площа басейну 60 км². Бере  початок на півдні від Чечельника. Тече переважно на південний схід через Анютине і у Стратіївці впадає у річку Малу Савранку, праву притоку Саврані.